# Amen Corner
Gli Amen Corner sono stati un gruppo musicale rock britannico.

## Storia
La band si formò nel 1966 a Cardiff in Galles; il primo successo fu Gin House Blues. Dopo i primi dischi per la Deram alla fine del 1968 passarono alla Immediate, con la quale ottennero il primo posto in classifica con (If Paradise Is) Half as Nice, versione inglese de Il paradiso della vita scritta da Lucio Battisti per Ambra Borelli e poi portata al successo in Italia da Patty Pravo col titolo Il paradiso all'inizio del 1969, seguito da Hello Susie di Roy Wood. 
Dal 14 novembre al 5 dicembre 1967 la band prese parte a una tournée collettiva – nel solo Regno Unito – guidata da The Jimi Hendrix Experience e comprendente anche Pink Floyd, The Move, The Nice, Eire Apparent e The Outer Limits.
Si sciolsero nel 1969.

## Discografia

### Album

#### Album in studio
- 1968 - Round Amen Corner (Deram Records, DML 1021)
- 1969 - The National Welsh Coast Live Explosion Company (Immediate Records, IMSP 023)
- 1969 - Farewell to the Real Magnificent Seven (Immediate Records, IMSP 028)

#### Raccolte
- 1976 -  Amen Corner's Greatest Hits (Lineatre, NL 33059)

### Singoli
- 1967 - Gin House/I Know (Deram Records, DM 136)
- 1967 - The World Of Broken Hearts/Nema (Deram Records, DM 151)
- 1968 - Bend Me Shape Me/Satisnek The Job's Worth (Deram Records, DM 172)
- 1968 - High In The Sky/Run, Run, Run (Deram Records, DM 197)
- 1968 - (If Paradise Is) Half As Nice/Hey Hey Girl (Immediate Records, IM 073)
- 1969 - Hello Susie/Evil Man's Gonna Win (Immediate Records, IM 081)
- 1969 - Get Back/Farewell To The Real Magnificent Sevenn (Immediate Records, IM 084)

## Formazione
- Andy Fairweather Low – voce
- Neil Jones - chitarra
- Allan Jones – sassofono
- Blue Weaver – tastiere
- Mike Smith – sax tenore
- Clive Taylor - basso
- Dennis Bryon – batteria